# 李介昊
李介昊（：／ Lee Gae-ho，1959年6月23日—），大韓民國自由派政治人物，第19至21屆國會議員，曾任韓國農林畜產食品部部長。